# K·埃里克·德雷克斯勒
K·埃里克·德雷克斯勒（Kim Eric Drexler，1955年4月25日—）是一位美国工程师，其於1970年代和1980年代期間開始鑽研分子纳米技术。1986年他出版了《創造引擎》（Engines of Creation），這是一本講述分子纳米技术的書籍。他1991年在麻省理工学院期間撰寫的博士论文經修訂後出書，名字叫作《纳米系统：分子机械制造和计算》（Molecular Machinery Manufacturing and Computation1992 年）一书，该书最終獲頒1992年美国出版商协会最佳计算机科学图书奖。

## 生活和工作
K·埃里克·德雷克斯勒在20世紀70年代初期深受增長限制思想的影響。在麻省理工學院的第一年，他找到了從事外星資源研究的人。他找到了普林斯頓大學的杰拉德·奧尼爾 ( Gerard K. O'Neill ) ，這位物理學家以其在粒子加速器存儲環方面的工作以及在太空殖民概念方面的里程碑式工作而聞名。德雷克斯勒於1975年和1976年參加了美國宇航局關於太空殖民地的夏季研究。他製造了金屬薄膜幾十納米厚的蠟支架，以展示高性能太陽帆的潛力。他積極參與太空政治，幫助L5協會在1980年废除了《月球條約》。除了在奧尼爾的暑假工作，建造質量驅動器原型外，德雷克斯勒還在普林斯頓舉行的前三屆太空製造會議上發表了論文。
他1977年和1979年的論文是與Keith Henson合著的，並且在氣相製造和空間散熱器這兩個主題上都獲得了專利。
在20世紀70年代後期，德雷克斯勒開始發展關於分子納米技術(MNT) 的想法。1979年，他遇到了理查德·費曼 ( Richard Feynman ) 1959 年的挑釁性演講“底部有足夠的空間”。1981年，德雷克斯勒撰寫了一篇開創性的研究文章，由PNAS出版，“分子工程：一種開發分子操作一般能力的方法”。這篇文章在接下來的 35 年裡被繼續引用，超過620次。
“納米技術”一詞是東京理科大學教授Norio Taniguchi於1974年創造的，用於描述具有納米公差的材料的精密製造，德雷克斯勒在他1986年出版的《創造的引擎：即將到來的時代》一書中無意中使用了一個相關術語納米技術來描述後來被稱為分子納米技術(MNT) 的東西。在那本書中，他提出了納米級“組裝器”的想法，它能夠構建自身和其他任意複雜項目的副本。他還首先發表了“灰粘”一詞“來描述如果假設的自我複制分子納米技術失控可能會發生什麼。他隨後試圖澄清他對失控的自我複制的擔憂，並證明分子製造不需要這樣的設備。
他目前是人類未來研究所的研究員，主要研究AI和超級智能。